# Svinesund
O estreito de Svinesund (em sueco e em norueguês Svinesund) é um pequeno estreito num troço do fiorde Idefjorden, entre a Suécia e a Noruega. É atravessado por duas pontes - a Ponte Velha de Svinesund (Gamla Svinesundsbron) e a Ponte de Svinesund (Svinesundsbron). Na sua proximidade estão situadas a cidade sueca de Strömstad e a cidade norueguesa de Halden na Noruega.